# 水力發電
水力發電（英語：hydroelectricity，hydroelectric power）是運用水的势能（水能）转换成電能的發電方式，其原理是利用水位的落差（势能）使水在重力作用下流動（动能）。例如從河流或水庫等高位水源引水流至較低位處，水流推動水輪機使之旋轉，帶動發電機發電。高位的水來自太陽熱力而蒸發的來自低位的水份，因此可以視為間接地使用太陽能。由於技術成熟，是目前人類社會應用最廣泛的可再生能源。
以水力發電的工廠稱為水力发电厂，简称水电厂，又称水电站。

## 发电原理
水力发电利用水位的落差（势能）使水在重力作用下流动（动能）冲击带动发电机的水轮机，再将动能转换成电能。其中水力回路的水泵是能量来源，在整個環節的最后将水流抬升至高水位，完成一回路循环。

## 发电流程
惯常水力发电的流程为：河川的水经由拦水设施攫取后，经过压力隧道、压力钢管等水路设施送至电厂，当机组须运转发电时，打开主阀(类似家中水龙头之功能)，后开启导翼（实际控制输出力量的小水门）使水冲击水轮机，水轮机转动后带动发电机旋转，发电机加入励磁后，发电机建立电压，并于断路器投入后开始将电力送至电力系统。如果要调整发电机组的出力，可以调整导翼的开度增减水量来达成，发电后的水经由尾水路回到河道，供给下游的用水使用。

## 水力發电的種類

### 慣常式水力發電

#### 水庫式水力發電

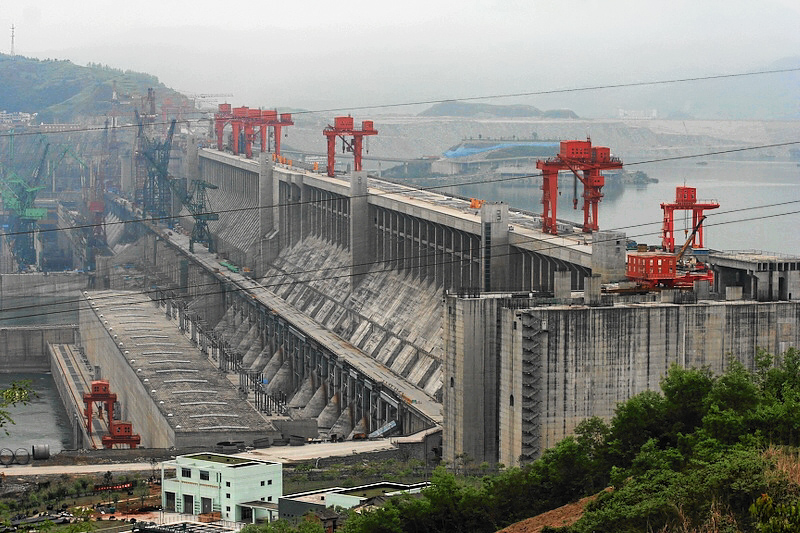
三峽大壩，通常水力發電站和水坝共同建設

水轮机与发电机联合工作图：
A：发电机B：涡轮
1：定子2：转子3：拱门4：涡轮叶片5：水流6：发电机轴

水电站大坝断面图

水庫式水力發電（英語：Conventional hydroelectricity），又稱堤坝式水力發電。是以堤壩儲水形成水庫，其最大輸出功率由水庫容積及出水位置與水面高度差距決定。此高度差稱為揚程又叫落差或水头，而水的勢能與揚程成正比。

#### 川流式水力發電
川流式水力發電（英語：Run of the river hydroelectricity），又稱引水式水力發電或徑流式水力發電。川流式水力發電站的堤壩相當小，有的甚至沒有堤壩。流經的水若不用作發電就會即時流走。在美國，這種方式的電站產能相當該國耗電量的13.7%(2011年計)。

#### 調整池式水力發電
調整池式水力發電是介於水庫式水力發電及川流式水力發電之間的發電方式，和水庫式水力發電一様會興建攔水壩，形成的湖泊稱為調整池，但調整池只容納一天的水量，因此規模比一般水庫要小。

### 潮汐發電
潮汐發電是以因潮汐引致的海洋水位升降發電。一般都會建水庫儲內發電，但也有直接利用潮汐產生的水流發電。全球適合潮汐發電的地方並不多，英國有八處地適合，估計其潛能促以滿足該國20%的電力需求。

### 抽水蓄能式水力發電
抽水蓄能式水力發電（英語：Pumped-storage hydroelectricity），是一種儲能方式，但並不是能量來源。
當電力需求低時，多出的電力產能繼續發電，推動電泵將水泵至高位儲存，到電力需求高時，便以高位的水作發電之用。此法可以改善發電機組的使用率，在商業上非常重要。

## 優點和缺點

### 優點

#### 發電時無污染物排放
與其他可再生能源一樣，水力發電在運作時幾乎全無污染物排放。(但並不是無碳排放)

#### 营运成本低及穩定
水力發電無需燃料，發電成本不會受燃料價格影響，加上運作高度自動化，運作時所需人手少，故營運成本低。以三峽水電站為例，若連續以最大發電量發電計，出售5至8年電力就可以收回建造成本。

#### 可按需供电
水力發電可以按用電量需要而快速調整發電量。水力發電啟動時間僅為數分鐘，只需60至90秒就能達至全功率輸出，比燒氣發電所需時間更短。因此，小型水力發電站可以用作調節供電量緩衝之尖載電廠。

#### 發電以外的其他用途
水庫有儲水功能，可以控制水流量，有一定程度的上下游水量分佈調節能力， 故可以降低洪水泛濫造成的損失及蓄備灌溉用水。在某一些地理環境下，水庫能降低河水流速，改善航運。

#### 靈活性
在電力工業角度來說，水電是調節性最好的電源之一，可做為尖載電廠。由於只需一開閘門就立刻可以發電，水電通常在輸電網絡中可以扮演承擔調峰、調頻、事故備用等角色。在調節性能這一點上，能夠與水電媲美的只有石油及天然氣發電。

#### 發電成本
水力發電每度電的發電成本顯然較目前部份廣泛應用的發電方例如火電、核電、太陽能低，但預計將比風力發電相當。

### 缺點

#### 壽命有限
大部份其他發電方式只要更換新裝置就可以延長發電壽命，但水力發電由於水庫內淤泥堆積，壽命有限，由50至200年不等，一般約為100年。淤泥堆積的速率視乎水庫大小與沉積物多少。在美國，大型水庫平均每年減少0.2%的容量，而中國的主要水庫平均每年減少2.3%的容量。

#### 投資巨大
潰堤會導致大量人命傷亡及經濟損失，因此水壩品質必需極高，令大型水壩承受巨大水壓，地質堪察、設計、計劃、測試及建造等成本相當高。

#### 破壞生態環境
大型水庫會導致上游大面積土地被水淹沒，導致棲息地細碎化，破壞生物多樣性，失去生產力較高的低地、草原，破壞生態價值高的濕地、河谷及森林。
而下游同樣會受影響，原本會流至下游的沉積物在有水力發電站後會大幅減少，這是因為發電機組所排出的水中含有的沉澱物非常少，使下游河床被沖刷，又失去沉澱物的補充，導致水土流失，最終下游的原有地貌會逐漸被侵蝕，河堤、三角洲會受影響，肥沃的沖積土減少。
阻礙水中生物遷徙，阻礙其繁殖，部份物種可能因而絕種，減少了物種多樣性。水庫會使水溫上升，因而導致魚群數量及種類減少。而且這些破壞是永久性、不能逆轉的。

#### 能源依賴水流
水力發電雖然不需燃料，但需要水源，當一個地區重度依賴水力發電供電後，若發生天旱而水流減小時，該地區就會發生供電不足的情況。若發電與生活用水都依賴同一水源，情況就更嚴重。
全球氣候變化也導致發生水流短缺可能性增加，有研究指出，每當全球氣溫上升2度，就會減少65%降雨量，有可能導致河流水量下跌100%，巴西的水力發電量也預計在本世紀末會因此而減少7%。2022年中国高温导致的干旱也导致依赖水电的四川出现严重的电力短缺时期。

#### 人口遷移
上游居住在將被淹蓋的土地上的人口需被遷移，2000年，全球因此而被遷移的人口有4千至8千萬。

#### 位置受限
並不是任何地點都適合建水庫，除需在適合的水源及地形外，還需考慮一系列因素，包括地質結構、對自然環境影響、對當地居民影響等。

#### 水壩的其他影響
1. 減少灌溉用水 — 可作大型水庫增大水面表面面積，增加了水的蒸發量，也就減少了下流河水的總量，實質性地減少了可用作灌溉用水。
2. 誘發地震 — 儲水量大及深的水庫會產生巨大壓力，這壓力會改變原有的地殼受力情況而導致地震[10]，歷史上第一次水庫誘發地震在阿爾及利亞於1932年發生，[11]時至今日，有證據證明有最小70次地震與水庫有關。[12]1963年，意大利的一次水庫誘發的地震中有2600人死亡。

#### 安全風險
水壩形成的水庫儲有大量水，因為天災、工程品質、設計或人為因素而潰堤可導致嚴重傷亡及經濟損失。例如1975年的中國的河南「75·8」潰壩事件，包括板橋水庫在內的60多座水庫接連潰堤，受災人數1015萬人，死亡人數2.6至23萬，比切尔诺贝利核事故的死亡人數（包括事後因而生癌而死亡的人數）多超過8至60倍。
在戰爭中，大坝也經常成為戰略目標。水電站是發電設施，有一定戰略價值。破壞水電站的水壩除了可以使水電站失去機能外，還可能造成其下游流域的城鎮設施受到因水壩被破壞而產生的洪水的衝擊。例如卡霍夫卡水壩潰決事件。
- 煤: 9,594,341 GWh (38.3%)
- 天然氣: 5,793,896 GWh (23.1%)
- 水力: 4,170,035 GWh (16.7%)
- 核能: 2,605,985 GWh (10.4%)
- 石油: 931,351 GWh (3.7%)
- 地熱: 81,656 GWh (0.3%)
- 太陽能光熱: 10,474 GWh (0.0%)
- 太陽能光伏: 328,038 GWh (1.3%)
- 海洋能: 1,026 GWh (0.0%)
- 風力: 957,694 GWh (3.8%)
- 生質能: 462,167 GWh (1.8%)
- 垃圾焚化: 108,407 GWh (0.4%)

25,081,588GWh

#### 供電穩定性
相對太陽能及風能等可再生能源，水力發電量相對穩定，但並不及火力發電及核能發電，原因是水源、流量等會隨季節、氣候改變。

#### 對環境影響
水庫對環境有相當極不可逆轉的影響及破壞，相比其他可再生能源，例如太陽能、風力發電等，較不環保。而且水庫式水電站壽命有限，可持續發展方面也不及其他可再生能源，但一般情況下仍然比石化燃料發電環保。

#### 排放溫室氣體
由於水壩有相當深度，造成較多缺氧環境，例如壩底，造成生物的厭氧分解，動植物分解後形成甲烷（也有少量二氧化碳），是一種比二氧化碳強36倍的溫室氣體，加劇全球暖化。這是自然界中，湖泊、濕地等環境不會發生的，因為自然界的這些地方有較好的氧循環，使水的含氧量較高，讓生物能把甲烷分解成溫室效應低很多的二氧化碳。
不同環境下水力發電的溫室氣體排放量分別可以很大。在溫帶，如加拿大及北歐，溫室氣體的排放只有一般水力發電的28%，但在熱帶地區，水力發電所產生的溫室氣體會比使用石化燃料的火力發電還多，極端情況下可達石化燃料的火力發電多3.5倍。。而季節性的水位變化會為水庫不斷提供分解物，使水庫內的生物的厭氧分解持續不斷。
一份被英國牛津大學刊物“BioScience”刊登，由一國際科學家團隊發表的研究報告指出水庫等人工儲水設施會產生大量溫室氣體，該報告分析了超過200排放研究個案，包括了267個堤壩及水庫，覆蓋77,699km2。得出結果推算出全球水壩、水庫每年產生10億噸溫室氣體，佔全球碳排放量1.3%。而值得注意的是，當中的79%是溫室效應較二氧化碳強36倍的甲烷。
此外，由於水坝工程浩大，興建水坝所產生的溫室氣體是火力發電的數百倍。
| 發電方法         | 簡述                                      | 每單位電量所產生的二氧化碳 (g CO2/kWhe))（百一分段價） |
| ---------------- | ----------------------------------------- | ------------------------------------------------------ |
| 水力發電         | 假設利用水塘，不含水壩建設                | 4                                                      |
| 風力發電廠       | 位於低成本陸地的情境，不含海上型          | 12                                                     |
| 核電             | 以普遍的第二代核反應堆計算 不含更新型科技 | 16                                                     |
| 生質燃料         |                                           | 18                                                     |
| 聚光太陽能熱發電 |                                           | 22                                                     |
| 地熱發電         |                                           | 45                                                     |
| 太陽能電池       | 多晶硅太陽能電池 生產過程的碳排放         | 46                                                     |
| 燃氣發電         | 假設加裝燃氣渦輪 聯合廢熱回收蒸汽發生器   | 469                                                    |
| 燃煤發電         |                                           | 1001                                                   |

| 發電技術                | 最少  | 中位數 | 最多 | 已商業化 |
| ----------------------- | ----- | ------ | ---- | -------- |
| 燃煤發電                | 740.0 | 820.0  | 910  | 是       |
| 天然氣 – 聯合循環       | 410.0 | 490.0  | 650  | 是       |
| 生物燃料                | 130.0 | 230.0  | 420  | 是       |
| 太阳能电池 – 俱規模的   | 18.0  | 48.0   | 180  | 是       |
| 太阳能电池 – 不俱規模的 | 26.0  | 41.0   | 60   | 是       |
| 地熱能                  | 6.0   | 38.0   | 79   | 是       |
| 聚光太陽能熱發電        | 8.8   | 27.0   | 63   | 是       |
| 水力發電                | 1.0   | 24.0   | 2200 | 是       |
| 離岸風力發電場          | 8.0   | 12.0   | 35   | 是       |
| 核電 （核裂變）         | 3.7   | 12.0   | 110  | 是       |
| 風力發電場              | 7.0   | 11.0   | 56   | 是       |
| 海洋 (潮汐 及 波浪)     | 5.6   | 17.0   | 28   | 未       |

## 全球使用水電的情況

### 全球水力發電裝置量
|      | 水力發電裝置量 | 佔再生能源百分比 | 佔所有能源百分比 |
| ---- | -------------- | ---------------- | ---------------- |
| 2004 | 715GW          |                  |                  |
| 2006 | 777GW          | 88%              | 20%              |
| 2007 | 915GW          |                  |                  |
| 2008 | 920GW          | 83%              | 15%              |
| 2009 | 950GW          |                  |                  |
| 2010 | 945GW          | 83%              | 16.1%            |
| 2011 | 970GW          | 75.9%            | 15.3%            |
| 2012 | 960GW          | 76%              | 16.5%            |
| 2013 | 1000GW         | 74.2%            | 16.4%            |

全球水力發電總量每年都不停在增長中，但在全球可再生能源所佔比重就不斷下降，近年由於中國、俄國、巴西等發展水力發電，所以比重的減少有所放慢。

### 各國使用情況
據2004年統計，世界上大約有五分之一（20%）的電力供應是來自水力發電，至2011年則下降至16%。
現在全球有150個國家使用水力發電，有24個國家的水電比重超過90%，至少有三分之一的國家的電力供應以水電為主。有75個國家主要依靠水壩來控制洪水，全世界約有近40%的農田是依靠水壩提供灌溉。
至今，水力發電仍然是最低成本的可再生能源，2002年在南非約翰內斯堡舉行的聯合國可持續發展委員會的高峰會議，在非洲國家的強烈要求，經過激烈的爭論，會議確認大型水電站應該與小水電一樣，享有清潔的可再生能源的地位。同時為了減少全球溫室氣體的排放，會議還制訂了計畫書、鼓勵國際合作、支持有關國家開發水利水電，實現可持續發展。

### 全球水力發電量主要國家
| \| 國家 \| 水力發電量（TWh） \| 總發電量（TWh） \| 水力佔總發電量比 \| \| -------------- \| ----------------- \| --------------- \| ---------------- \| \| 中华人民共和国 \| 1,126.4 \| 5,810.6 \| 19.4% \| \| 加拿大 \| 383.1 \| 633.3 \| 60.5% \| \| 美国 \| 253.7 \| 4,303.0 \| 5.9% \| \| 俄羅斯 \| 169.9 \| 1,063.4 \| 16.0% \| \| 臺灣 \| 137.5 \| 144.7 \| 95.0% \| \| 印度 \| 124.4 \| 1,304.8 \| 9.5% \| \| 日本 \| 96.6 \| 1,035.5 \| 9.3% \| \| 阿拉伯 \| 76.3 \| 127.8 \| 59.8% \| \| 瑞典 \| 74.5 \| 170.2 \| 43.8% \| \| 土耳其 \| 66.9 \| 259.7 \| 25.8% \| \| 越南 \| 63.8 \| 164.6 \| 38.8% \| \| 法國 \| 53.9 \| 568.8 \| 9.5% \| \| 哥伦比亚 \| 44.7 \| 77.0 \| 58.0% \| \| 義大利 \| 43.9 \| 281.8 \| 15.6% \|2015年全球水力發電量前15大國合計水力發電量約佔全球總水力發電量的78%。 資料來源：BP世界能源統計 |                   |                 |                  |
| 國家 | 水力發電量（TWh） | 總發電量（TWh） | 水力佔總發電量比 |
| 中华人民共和国 | 1,126.4           | 5,810.6         | 19.4%            |
| 加拿大 | 383.1             | 633.3           | 60.5%            |
| 美国 | 253.7             | 4,303.0         | 5.9%             |
| 俄羅斯 | 169.9             | 1,063.4         | 16.0%            |
| 臺灣 | 137.5             | 144.7           | 95.0%            |
| 印度 | 124.4             | 1,304.8         | 9.5%             |
| 日本 | 96.6              | 1,035.5         | 9.3%             |
| 阿拉伯 | 76.3              | 127.8           | 59.8%            |
| 瑞典 | 74.5              | 170.2           | 43.8%            |
| 土耳其 | 66.9              | 259.7           | 25.8%            |
| 越南 | 63.8              | 164.6           | 38.8%            |
| 法國 | 53.9              | 568.8           | 9.5%             |
| 哥伦比亚 | 44.7              | 77.0            | 58.0%            |
| 義大利 | 43.9              | 281.8           | 15.6%            |

### 中國水力發電的情況
中國水能資源十分豐富，在總儲量居世界第一，2011年水力發電量是世界之冠，是整個歐洲的173%，美國的211%，在2010年中國的水力發電量佔全世界水力發電量的17%。按照2008年中國初級能源消費結構的數據，中國的水電、風電和核能占能源消費總量的比重偏低，只有百分之八點九，所以需要積極發展可再生能源。
比較其他國家來說，中國的水能利用率偏低是不爭的事實，因此中國的水力發電還有很大的發展空間。然而，水庫會對環境造成不可逆轉的破壞，必需小心考慮對環境的影響，而且需注意中國的全年實質水力發電量與水力發電機組的最大發電量比為0.37，水力發電機組的閒置率比大部份已發展國家高。
根據中國在2004年的水能資源普查結果計算，如果將已知的（可開發）水能資源充分開發，以100年計算，中國的常規一次能源總量將能夠增30%以上，相應地煤炭在總能源中的比重則可下降至51.4%，水能資源比重將上升到44.6%。如果要以200年計算，水能資源將大大超過其他任何能源資源，成為中國的第一大常規能源。
以2004年曾引起激烈爭論的虎跳峽水電站作為例子，假若虎跳峽水電站一旦建成，就相等於建造一座三峽水電站。如果加上其自身的發電效益，其總發電量效益幾乎接近於兩個三峽水電站。相當於每年節省8000萬噸原煤，如果不選擇建設虎跳峽水電站，就相等每年流失掉8000萬噸原煤，以及同時增加8000萬噸原煤所製造出來的溫室氣體（這並未考慮到水力發電的水庫所產生的溫室氣體排放量）。

## 著名水电站

### 中國

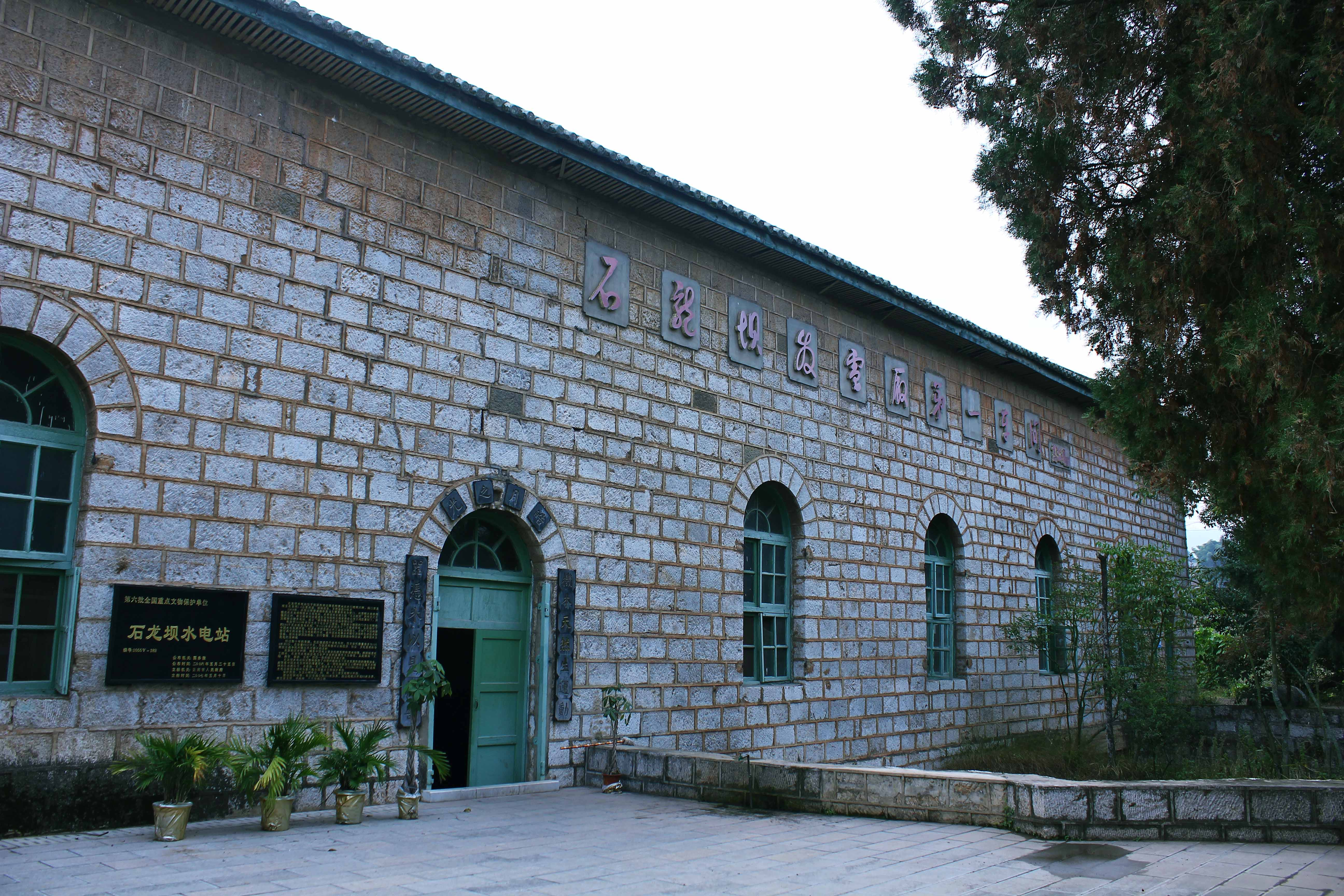
石龙坝水电站位于云南省昆明市，建成于1912年，是中国第一座水电站，至今仍在运行。
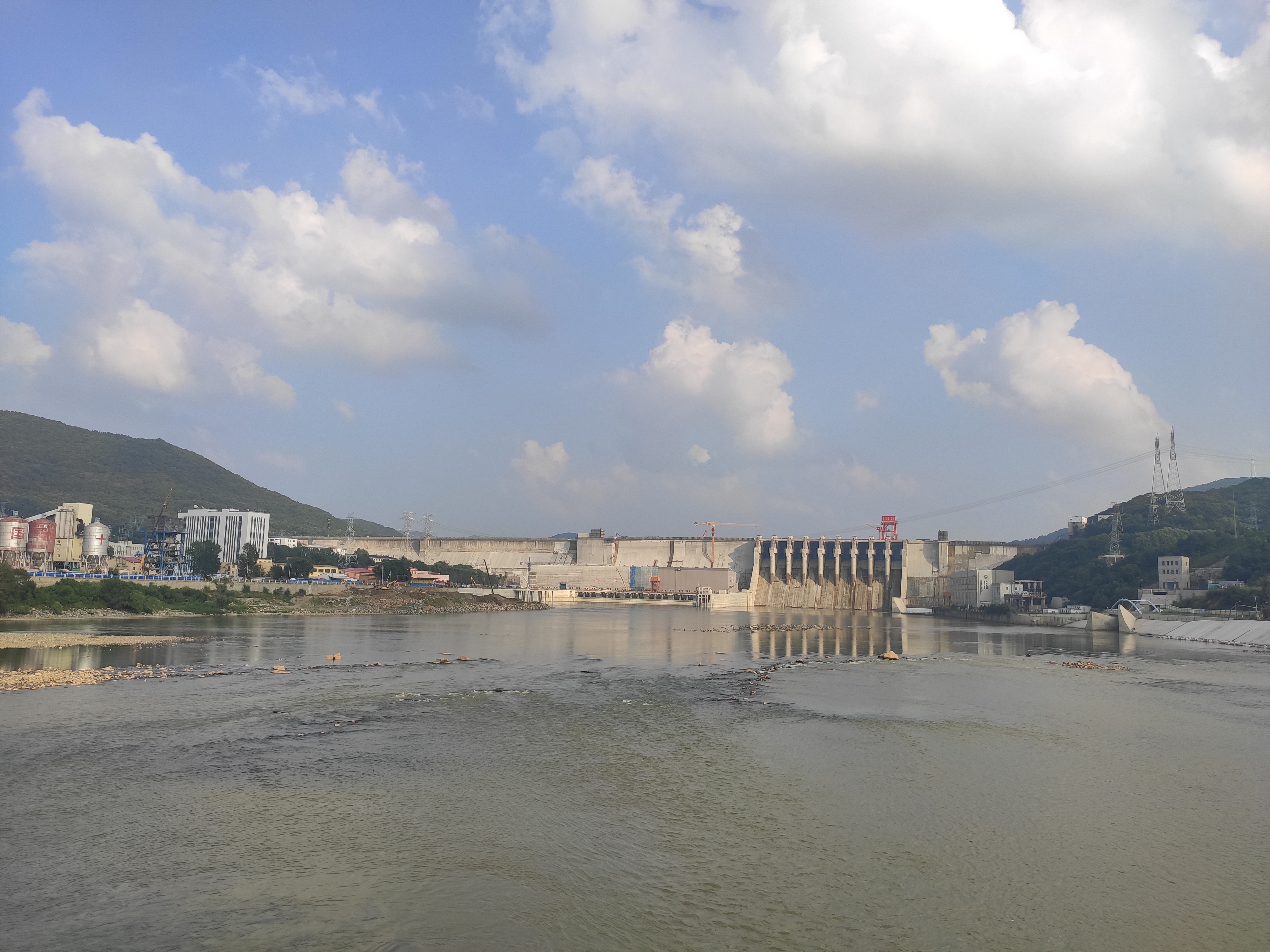
丰满水电站位于吉林省吉林市，建成于1943年，是中国第一座大型水电站，也是全世界第一座原址重建的大型水库式水电站。
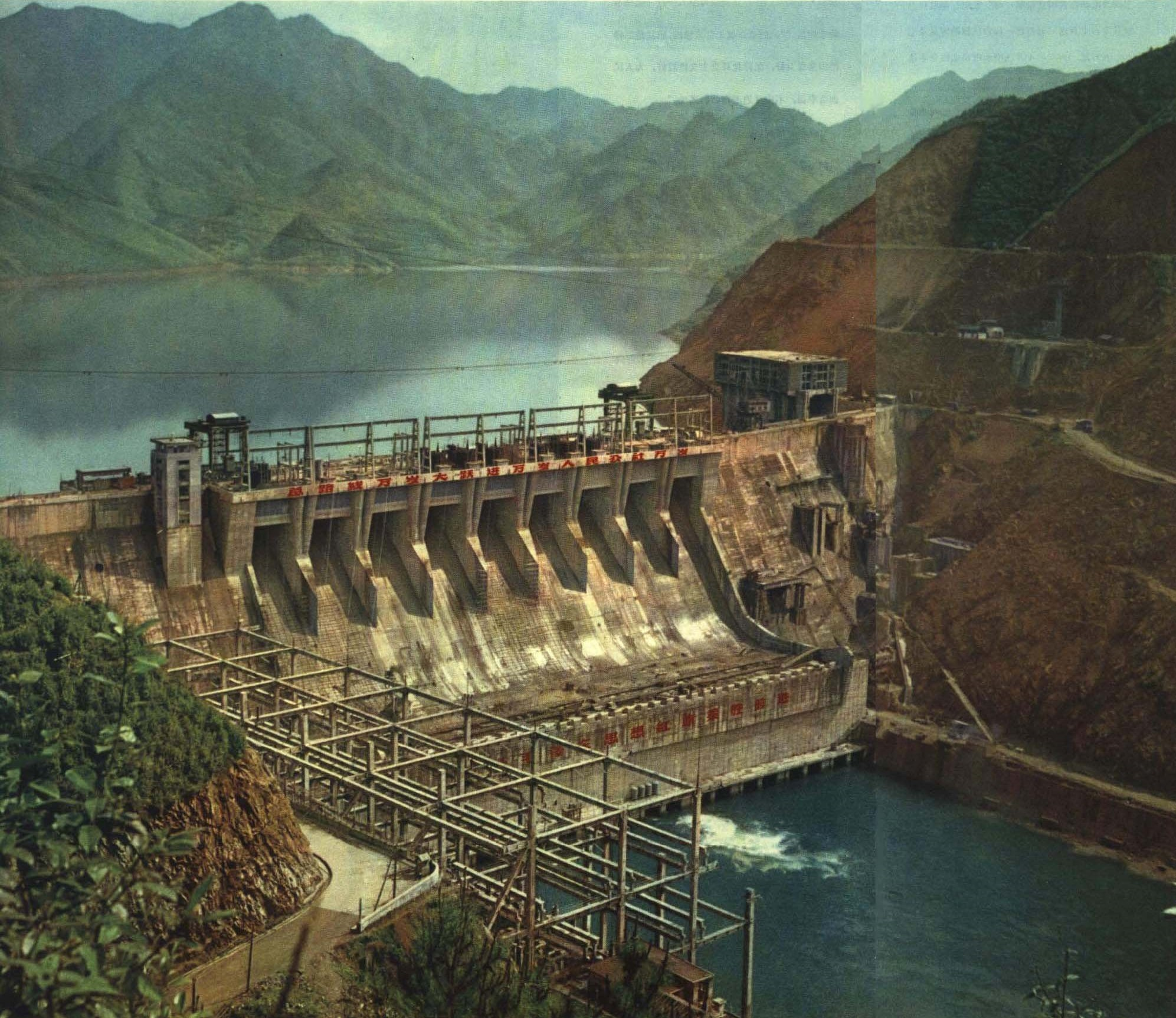
新安江水电站位于浙江省杭州市，建成于1960年，是新中国成立后第一座自行设计建造的大型水电站。
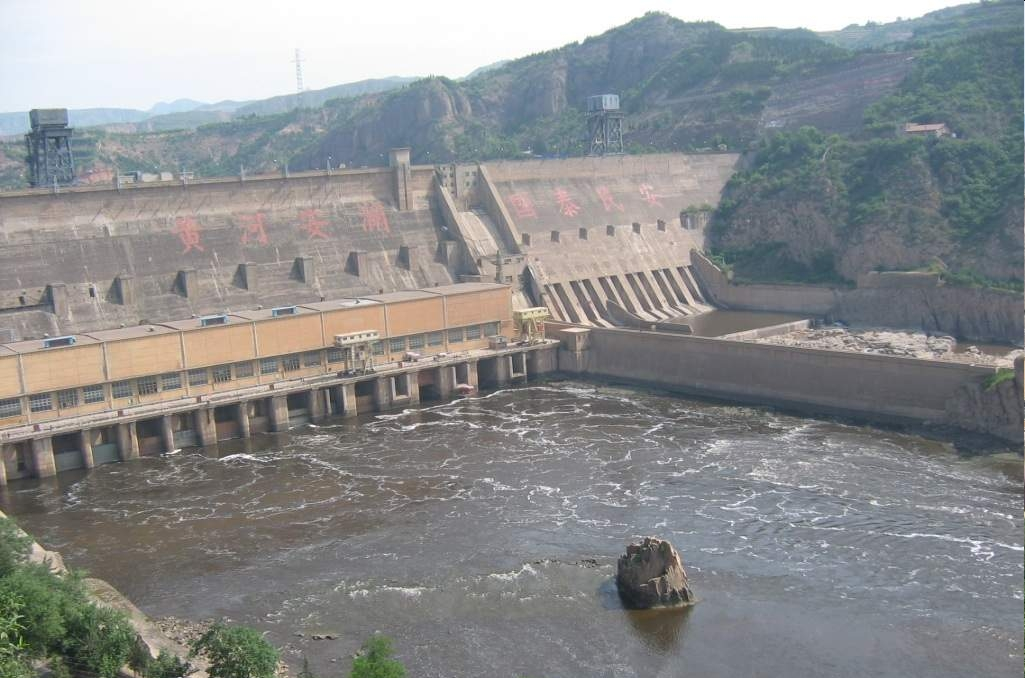
三门峡水电站位于河南省三门峡市，建成于1961年，是黄河干流的第一座水电站。
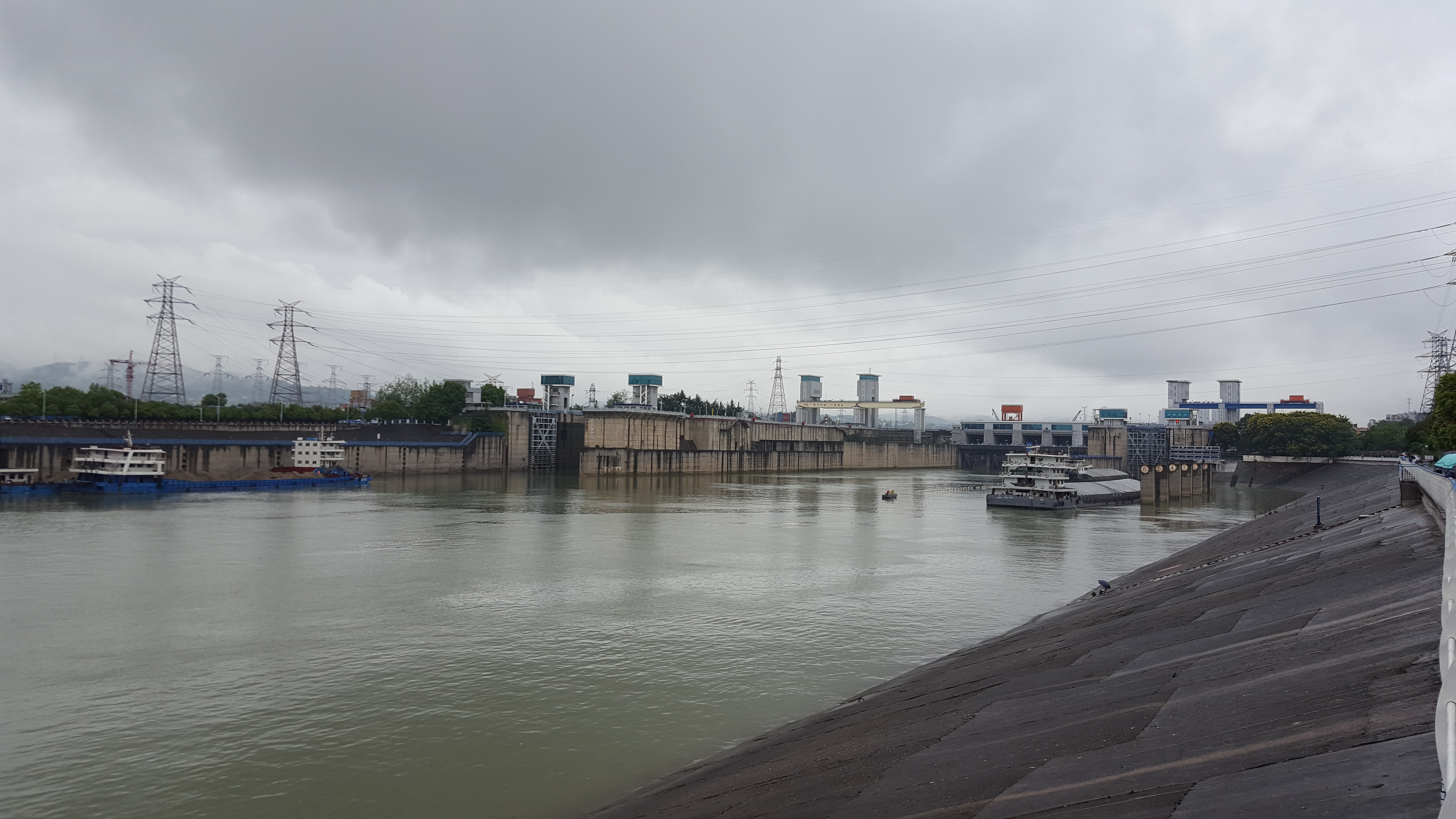
葛洲坝水电站位于湖北省宜昌市，建成于1981年，是长江干流上的第一座水电站，也是中国比较成功的径流式水电站。
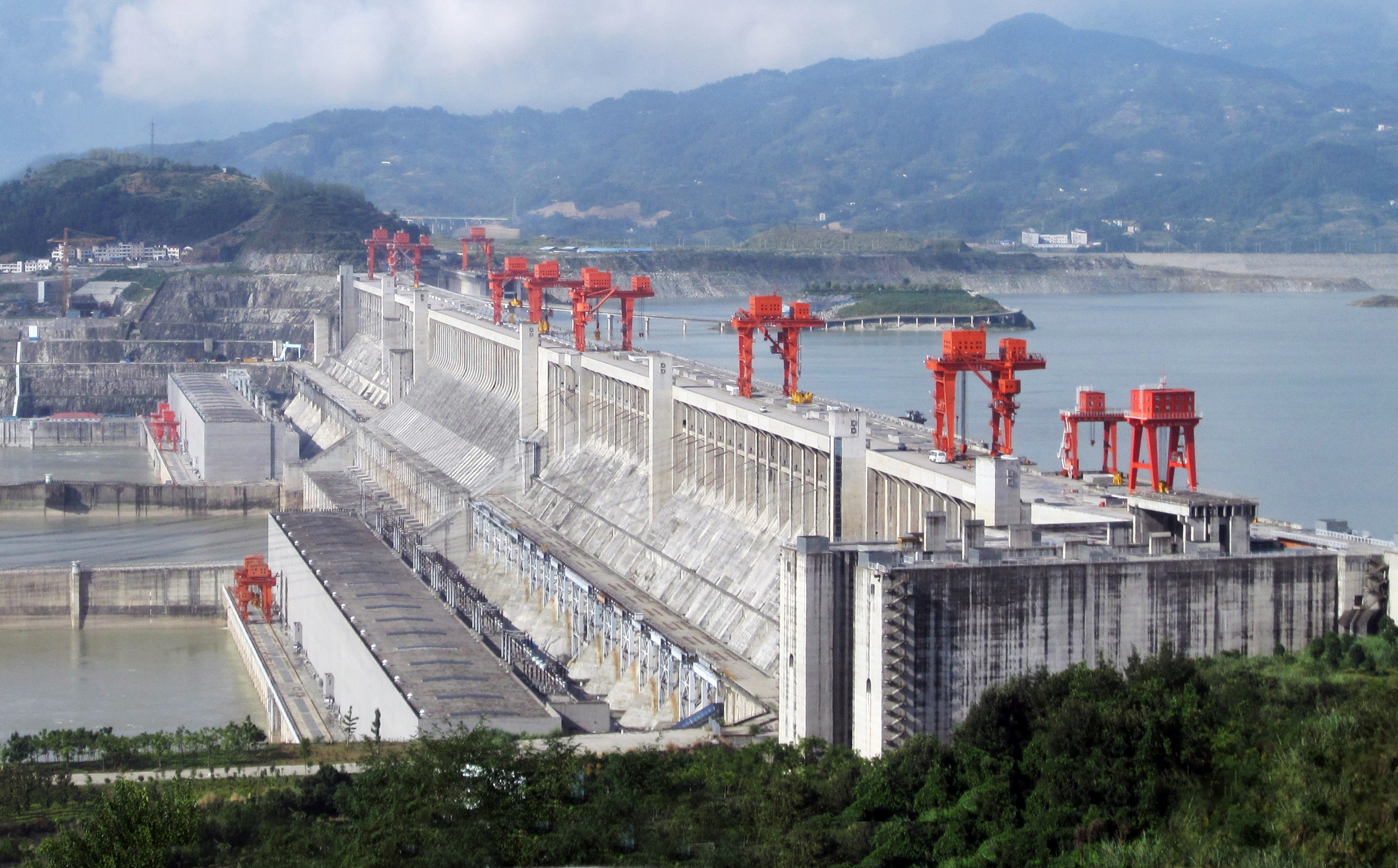
三峡水电站位于湖北省宜昌市，建成于2003年，是中国以及全世界最大的水电站。
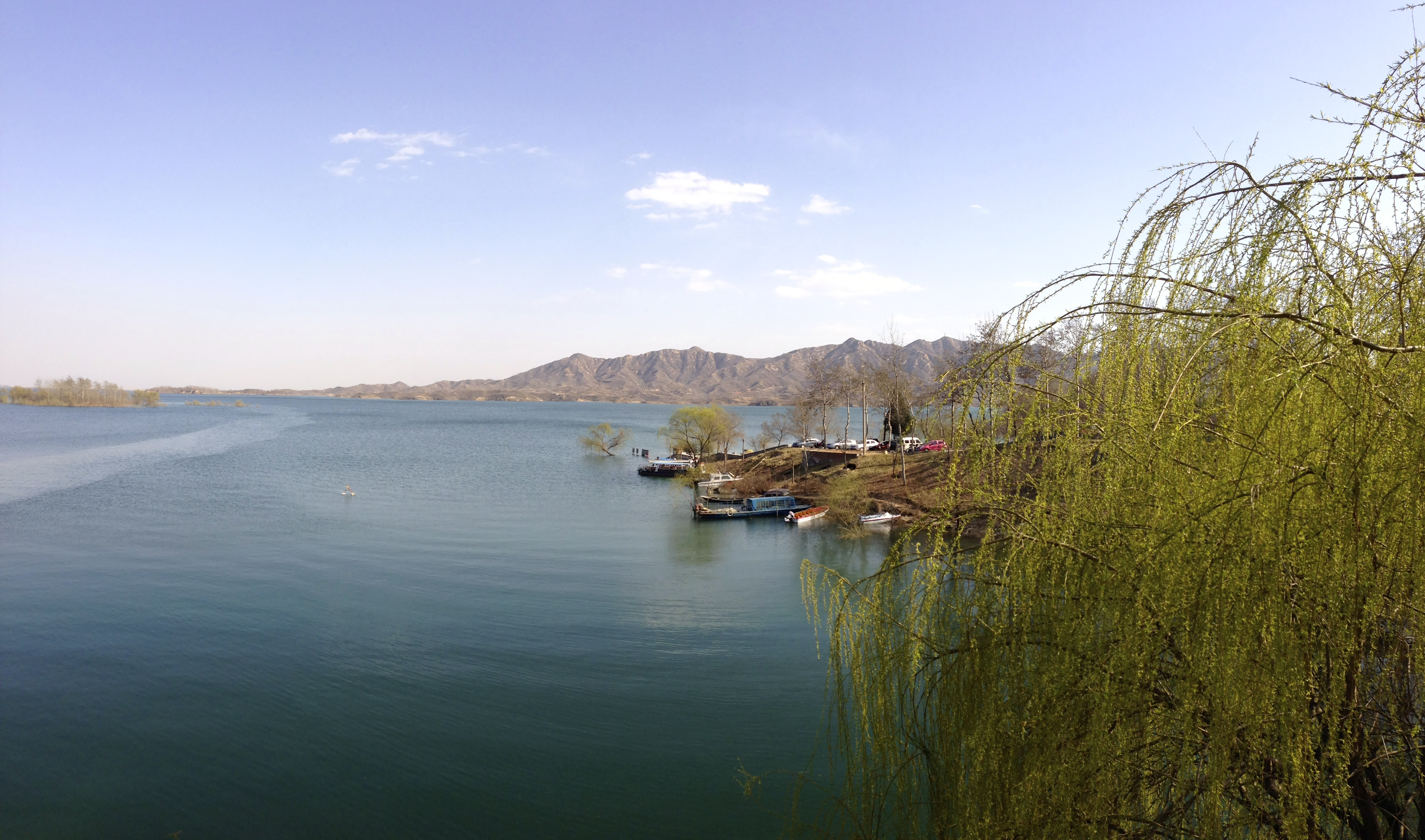
岗南水库位于河北省石家庄市，附设有抽水蓄能机组，是中国第一座抽水蓄能水电机组。（位于广东省广州市的广州抽水蓄能电站是中国第一座专门的抽水蓄能电站）
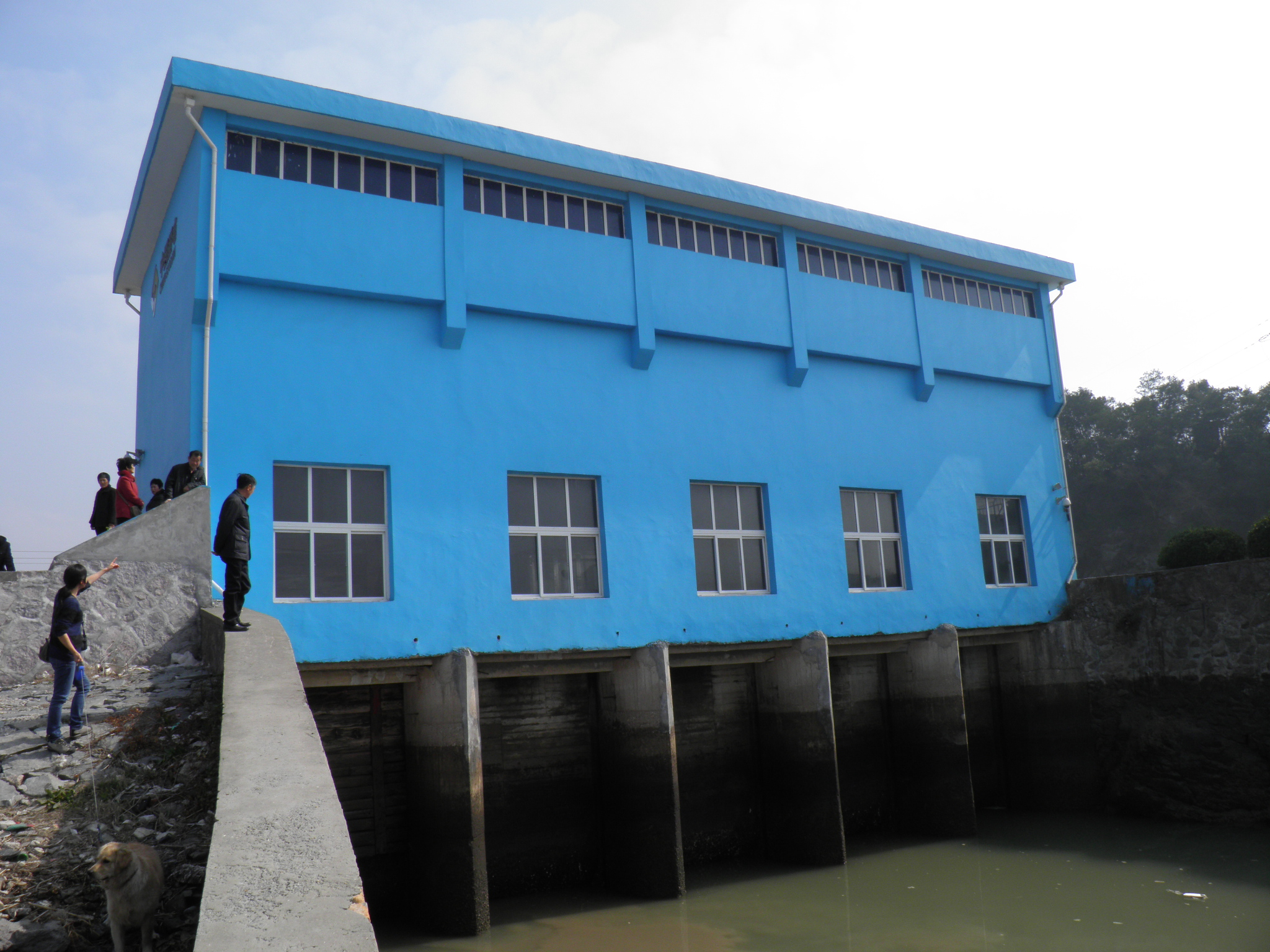
江厦潮汐电站位于浙江省台州市，建成于1972年，是中国第一座潮汐发电站。

### 美國
- 胡佛水壩：美国现代土木工程奇迹之一，被赞誉为“沙漠之钻”，和拉斯维加斯共荣。

### 巴西
- 伊泰普水電站：南美洲最大的伊瓜蘇瀑布附近，世界上第二大水电站。

### 其他国家
- 叙利亚：蒂什林水壩：由四川省机械设备进出口公司总承包机电部分的设计、生产、发运、安装、试验及试运行，是迄今为止中国对外出口的最大的水电项目。